# 勞恩哈根湖

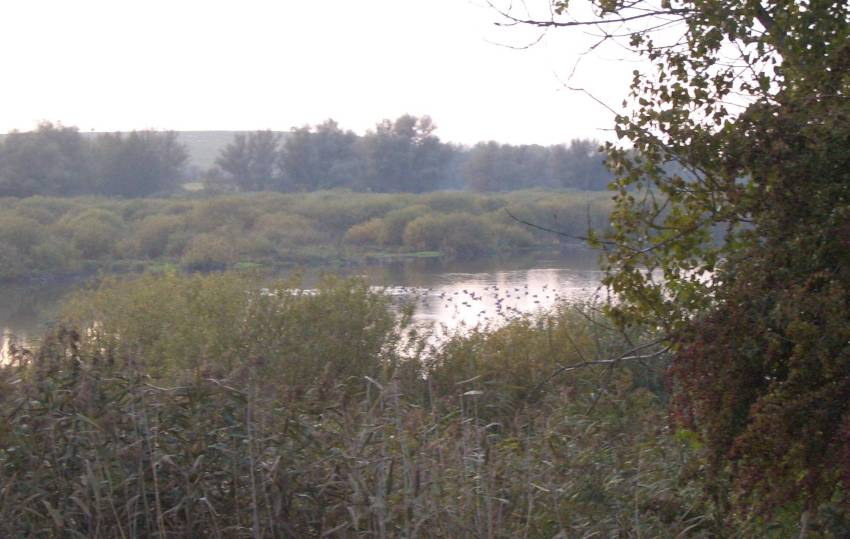

53°31′44″N 13°40′57″E / 53.52889°N 13.68250°E
勞恩哈根湖（德語：Lauenhagener See），是德國的湖泊，位於該國東北部，由梅克倫堡-前波美拉尼亞州負責管轄，處於前波美拉尼亞-格賴夫斯瓦爾德縣，長0.5公里、寬0.3公里，面積0.12平方公里，海拔高度80米。